# Parwark
Parwark – wieś w Polsce położona w województwie pomorskim, w powiecie malborskim, w gminie Stare Pole na obszarze Żuław Elbląskich.
Wieś królewska Parwerk położona była w II połowie XVI wieku w województwie malborskim. W latach 1975–1998 miejscowość administracyjnie należała do województwa elbląskiego.